# Muallim Naci
 (janvier 2019).
Œuvres principales
Lugat-i Nâcî

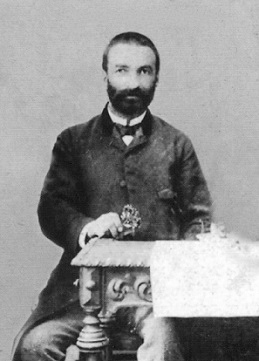
Muallim Naci en 1890.

Muallim Naci, né en 1850 à Constantinople où il est mort le 12 avril 1893, littéralement « Naci le professeur », est un écrivain, poète, éducateur et critique littéraire ottoman. 

## Biographie
Il vécut pendant la période Tanzimat, orientée vers la réforme, de l’Empire ottoman et prôna la modernisation sans rompre les liens avec le passé. Il a contribué aux critiques sur la prose et la poésie, et a acquis une place particulière dans la littérature et la société turques en étudiant les problèmes et en proposant des idées susceptibles d'affecter le peuple turc[source insuffisante]. Son travail Lugat-i Nâcî, un dictionnaire turc ottoman, revêt une importance majeure[réf. souhaitée]. 